# Coco (boisson)
Pour les articles homonymes, voir Coco.

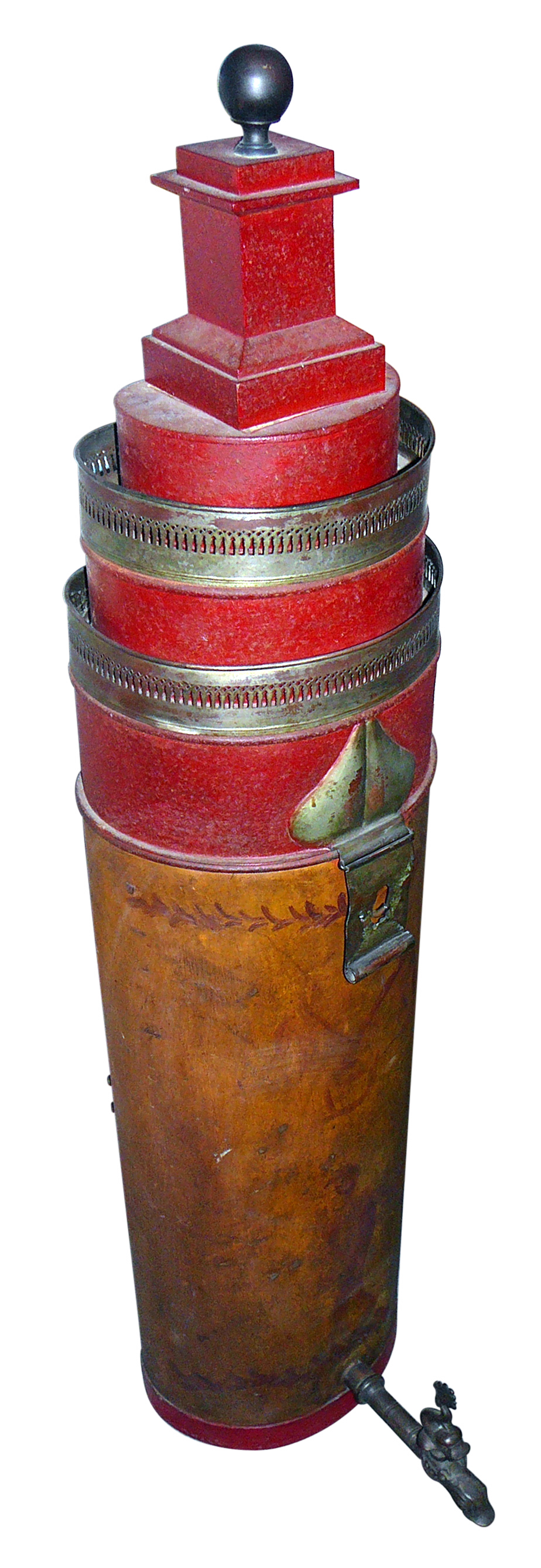
Fontaine à coco.

Le coco, appelé aussi à ses débuts tisane, est une boisson rafraîchissante qui résulte de la macération de bâtons de réglisse dans de l'eau citronnée. Cette boisson commença à se vendre dans les rues de Paris à la fin du XVIIIe siècle.
Gagne-petit, le marchand de coco, en tablier blanc, portait une fontaine en tôle peinte sur le dos et quelques gobelets à la ceinture. Il s'annonçait au son d'une clochette et criait : « Coco, coco, coco frais ! Qui veut du coco ? » ou : « À la fraîche ! à la fraîche ! Qui veut boire ? » ou bien encore : « À la fraiche, qui veut boire ? deux coups pour un liard ! »
Le « marchand de coco » était un petit métier de France et Belgique, notamment parisien et bruxellois. Il disparut au début du XXe siècle.
Une fontaine à coco est exposée à Paris, au rez-de-chaussée du musée Carnavalet. Un autre exemplaire se trouve dans la collection du musée du Domaine départemental de Sceaux.

## La journée du marchand de coco en 1841

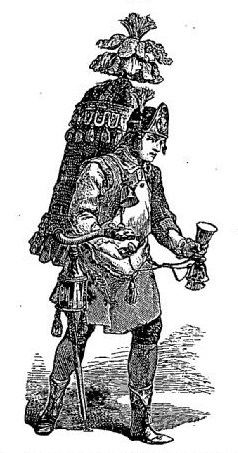
Marchand de coco au XVIIIe siècle.

En 1841, Joseph Mainzer écrit :
À peine levé, le marchand de coco s'assure si sa fontaine est en bon état ; il entretient, à l'aide du tripoli, le lustre et la fraîcheur du cercle de cuivre qui l'embellit à la base et au sommet ; puis il procède à la préparation de sa rafraîchissante liqueur. Sa fontaine se compose à l'intérieur de deux compartiments qu'il remplit également d'une eau limpide. Dans l'un il introduit quelques bâtons de réglisse : voilà pour la boisson ; l'autre ne demande aucun ingrédient : l'eau qu'il renferme n'a d'autre destination que de s'échapper parcimonieusement deux ou trois cents fois dans la journée, pour avoir l'air de rincer des gobelets toujours essuyés au même tablier. J'avoue que, si j'étais consommateur, j'aimerais autant que mon gobelet ne fût pas essuyé.
Ces préliminaires terminés, notre marchand étudie le jeu de son double robinet, fixe sa fontaine sur ses épaules au moyen d'une courroie, accroche à sa ceinture ses trois ou quatre gobelets argentés, faits en forme de coupes élégantes plus ou moins bossuées, s'arme du bâton qu'à chaque halte il placera sous la base de son fardeau, s'en servant comme d'une troisième jambe afin de maintenir l'équilibre, et se met en marche. Il fait son entrée dans la rue en poussant le cri : À la fraîche ! à la fraîche !

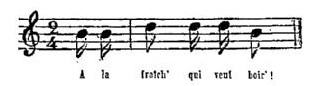

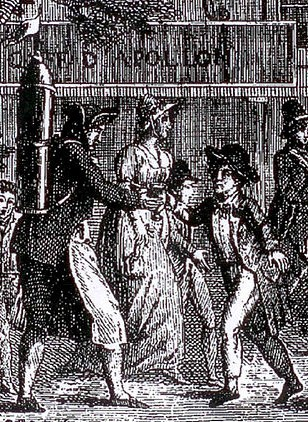
Un marchand de coco boulevard du Temple en 1814.

qui salue le premier rayon du soleil pour ne s'éteindre qu'à la lueur artificielle du gaz. Ses premiers pas sont lents et mesurés, il erre assez tristement jusqu'au milieu du jour ; mais à mesure que le soleil monte à l'horizon, sa démarche devient plus vive, sa voix s'élève par degrés jusqu'au diapason le plus haut, le son de sa clochette devient plus aigu et plus pressé : le marchand de coco a presque perdu sa gravité philosophique. Comme il enveloppe tout Paris dans le vaste réseau de son industrie, on le trouve partout où quelque gosier populaire et altéré peut réclamer son intervention, dans les rues, sur toute la ligne des boulevards, à l'entrée des promenades publiques, à la barrière même, bien que sur ce théâtre privilégié de tant de libations on préfère généralement de plus énergiques liqueurs.
Le soir, il stationne à la porte des bals et des théâtres ; les boulevards Saint-Martin et du Temple sont les lieux où son industrie brille alors de l'éclat le plus vif. Au moment où la foule, désertant l'intérieur d'une salle échauffée pour venir respirer un peu d'air à la porte, annonce qu'un entracte vient de commencer, le tin tin provocateur de vingt clochettes se mêle aussitôt au cri : À la fraîche !

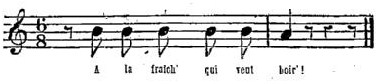

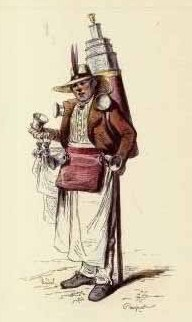
Marchand de coco par Pauquet en 1841.

qui se trouve être en cette occasion parfaitement de circonstance. Chaque marchand de coco devient le point central d'un groupe nombreux où figurent à la fois la grisette sentimentale, les yeux remplis de larmes, et le titi goguenard, qui parodie la scène terrible ou pathétique à laquelle il vient d'assister. Dieu sait combien de fois, dans l'espace de ce bienheureux entracte, le marchand joyeux a décroché, rincé et raccroché ses quatre gobelets, et combien de fois sa main s'est ouverte pour percevoir les deux liards d'usage ! Mais la sonnette du régisseur se fait entendre ; les spectateurs se hâtent de rejoindre leurs places ; le boulevard n'est plus occupé que par quelques vendeurs de contre-marques, et le marchand de coco profite de cet instant de répit pour aller faire nouvelle eau à la première borne-fontaine. L'entracte suivant le retrouvera à la porte du théâtre, prêt à faire jaillir de son inépuisable robinet cette liqueur écumeuse qu'on pourrait appeler la limonade gazeuse du prolétaire.
Les théâtres n'ont pas seuls le privilège d'offrir à notre industriel des moments de bonne fortune. Une revue de la garde nationale, une course de chevaux, un ballon lancé dans le Champ-de-Mars, les fêtes publiques qui font courir la population soit aux Champs-Élysées, soit à la Bastille, soit à la barrière du Trône, sont autant d'occasions de gain pour le marchand de coco ; dans la belle saison, on le rencontre sur les routes fréquentées par les promeneurs, dans les foires, aux portes des parcs de Saint-Cloud et de Versailles, partout où il y a affluence, et si le ciel, exauçant ses prières, permet que le tiède soleil de Paris se donne les airs d'une chaleur équatoriale, il se lance avec jubilation dans la voie de la hausse, et va jusqu'à doubler le prix de son liquide.

## Histoire du coco et du père La Rose son plus illustre marchand

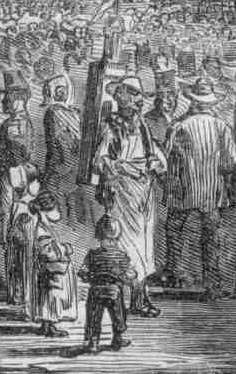
Marchand de coco dans la foule sur l'esplanade des Invalides, le jour de la Fête nationale, le 15 août 1858.

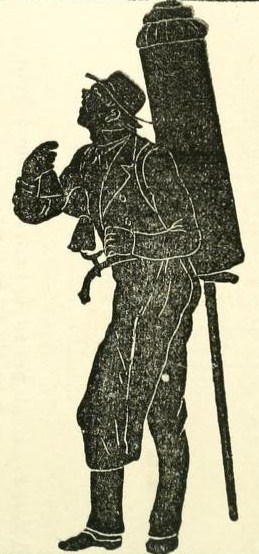
Marchand de coco, figure de théâtre d'ombres en 1871.

Timothée Trimm écrit dans Le Petit Journal du 10 juillet 1866 :
Une des boissons les plus populaires se nomme, à Paris,
LE COCO
C'est un mélange d'eau, de citron et de jus de réglisse ; il est contenu dans des fontaines de fer blanc portées sur le dos par les débitants.
M. André Pasquet, dans un très intéressant article publié dans le Siècle, nous apprend comment le Coco prit naissance.
« Le coco, boisson favorite du promeneur économe, fit sa première apparition en place publique vers la fin du dix-huitième siècle. Un grand gaillard, vêtu d'un habit écarlate galonné sur toutes les coutures et garni de grelots, vint établir, par une chaude journée de juin, sa fontaine ambulante sur la place de Grève, et se mit à débiter une tisane sucrée moyennant un liard le verre.
» Or, cette boisson était si limpide, si fraîche, si écumeuse, et le pompeux limonadier servait les pratiques avec une telle célérité que tout Paris accourut sur la place de Grève pour lui voir d'un coup de main ouvrir ses trois robinets à la fois et servir trois verres du même coup. Il fit en moins de quelques années une fort belle fortune. Tels furent les brillants débuts du Coco. »
J'ajouterai à la note de mon confrère que le Coco continua à être débité à un liard le verre jusqu'en 1846.
À cette époque, il fut porté à deux liards. Aujourd'hui que les liards ont disparu et que les centimes ne servent que d'appoint à la poste et chez les boulangers, le coco se vend un sou.
Le plus illustre des marchands de coco, de 1830 à 1848, fut le père La Rose, ainsi nommé parce qu'il portait une rose au-dessus de sa fontaine. C'était, sur les boulevards de Paris, un personnage populaire.
Il donnait à boire gratis aux gamins qui n'avaient pas d'argent.
Clairville, Dennery, Grangé, l'ont fait figurer souvent sur le théâtre dans leurs revues et pièces féeriques, et son entrée en scène était infailliblement accueillie de frénétiques applaudissements.
Le brave père La Rose fut frappé par une balle égarée en remplissant, en temps d'émeute, sa fontaine à une source publique.
C'était, pour lui, tomber au champ d'honneur…

## Le coco dans l'art et la littérature

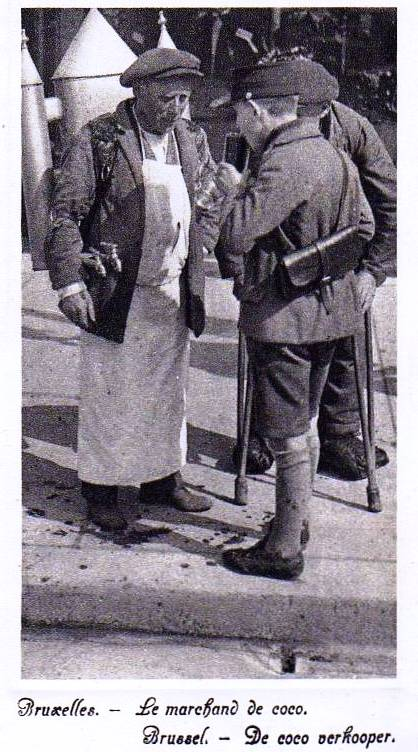
Le dernier marchand de coco bruxellois vers 1950.

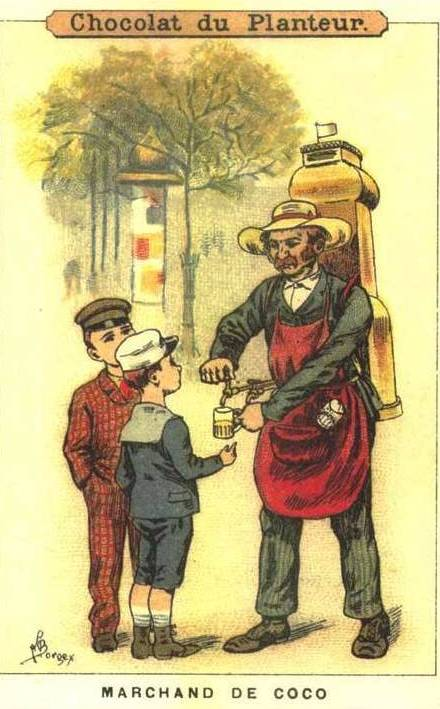
Une scène jadis courante de la rue parisienne et bruxelloise.

Un roman de mœurs d’Auguste Ricard (d), paru en 1830, porte le nom de : Le Marchand de coco.
Sa page de titre s'orne d'un fragment d'une chanson :
Il a l'œil fier, la voix tranchante,

Et, comme il craint l’incognito,

Du matin jusqu'au soir il chante :

Voilà l'coco, voilà l'coco !
Il est indiqué comme étant un extrait d'une « Vieille romance du faubourg Saint-Antoine. »
La chanson Sur le quai de la Ferraille a pour sujet un marchand de coco.
Un tableau d'Augusta Lebaron-Desves datant de 1843, entré en 2002 au musée Carnavalet, montre un marchand de coco servant une Parisienne.
Figure familière des rues de Paris, le marchand de coco a été choisi pour sujet de gravures par divers auteurs, dont Paul Gavarni.
Un drame en cinq actes d'Adolphe Dennery, créé à l'Ambigu-Comique en 1860, s'intitule Le marchand de coco.
Coco, Coco, Coco frais ! est le titre d'une nouvelle de Guy de Maupassant, parue en 1878.
Une planche de l'Imagerie Pellerin, à Épinal, sortie en 1880, a pour sujet une histoire enfantine intitulée Le marchand de coco.
On trouve des évocations de cette boisson dans plusieurs textes de Georges Courteline, notamment cet extrait de la pièce de théâtre intitulée Monsieur Badin, créée en 1897 :
Le directeur (soupçonneux) : – Ovide, vous avez bu.

Ovide (désespéré) : – Moi !…

Le directeur : – Allons ! avouez la vérité ; je ne vous dirai rien pour cette fois.

Ovide (des larmes dans la voix) : – Monsieur le directeur, je vous jure !… J'ai bu qu'un verre de coco.
On peut encore voir un marchand de coco dans le film de Jean Harlez, « Les gens du quartier », tourné à Bruxelles en 1954. Il y est présenté comme effectuant, à plus de 80 ans, ses dernières tournées dans les rues du quartier populaire des Marolles. Le film a été présenté en première partie du long métrage « Le chantier des Gosses », filmé à la même époque sans jamais sortir en salles (il fut présenté en séance unique en 1970). Les deux films sont finalement sortis groupés en janvier 2014 à Bruxelles.
Le roman Claudine de Lyon de Marie-Christine Helgerson (1984), qui se déroule majoritairement à Lyon en 1881-1882, met en scène une marchande de coco qui vend sa boisson un sou place Bellecour. Elle offre le deuxième verre aux enfants de canuts.